# Cathédrale Notre-Dame-de-l'Assomption de Cap-Haïtien
Pour les articles homonymes, voir Cathédrale Notre-Dame-de-l'Assomption.
 (décembre 2023).
Si vous disposez d'ouvrages ou d'articles de référence ou si vous connaissez des sites web de qualité traitant du thème abordé ici, merci de compléter l'article en donnant les références utiles à sa vérifiabilité et en les liant à la section « Notes et références ».
La cathédrale Notre-Dame-de-l'Assomption est une cathédrale catholique située à Cap-Haïtien, en Haïti. Elle est le siège de l’archevêque de l'Archidiocèse de Cap-Haïtien.

## Historique

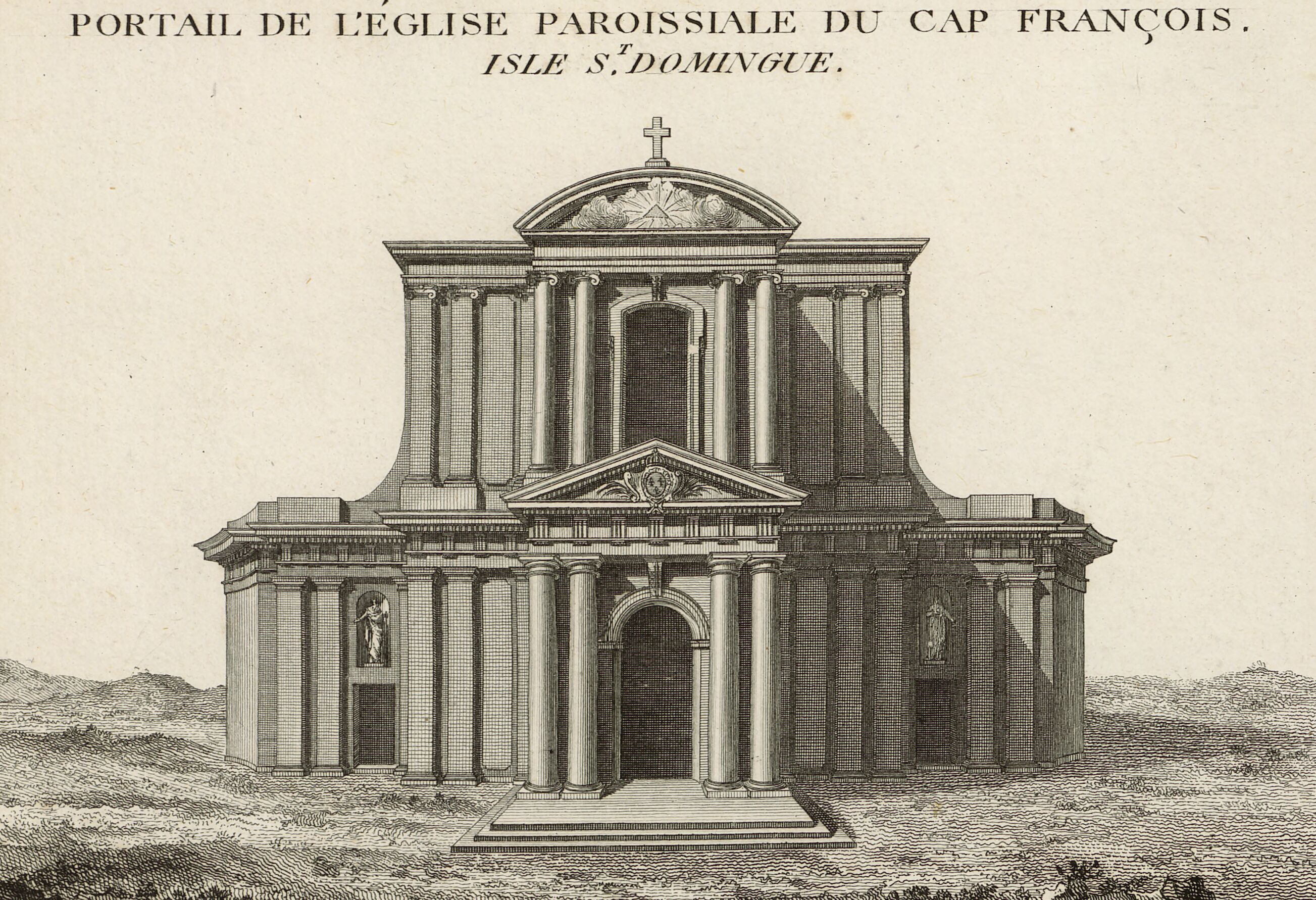
Portail de l'église paroissiale du Cap François, gravure de Nicolas Ponce, 1791.

Différentes églises se sont succédé, dont la première remonte aux années 1670 lors de la fondation par les français de Cap-Français. Elle brûla en 1691, de même que la seconde en 1695. En 1696, une troisième église, en bois, fut construite, qui fut remplacée par une quatrième également en bois et par une cinquième en maçonnerie. Bénie en 1718, elle fut détruite puis reconstruite, également en maçonnerie, en 1748. De nouveau détruite dû au tremblement de terre du 7 mai 1842, elle fut reconstruite, érigée en cathédrale le 3 octobre 1861 et bénie en partie le 14 août 1878 mais les travaux de reconstruction durèrent près de 100 ans. La bénédiction finale eut lieu le 7 mai 1942 pour marquer le centenaire du tremblement de terre qui avait détruit l'ancienne église paroissiale.
En 2011, des individus non identifiés se sont introduits dans la cathédrale, brisant, détruisant et renversant de nombreux objets de cultes et de dévotion et volant même le Saint-Sacrement. Des tracts non signés ont été retrouvés sur place, vantant les mérites des « sectes protestantes » et présentant l'Église catholique comme la maison du Mal et invitant les catholiques à abandonner cette religion.
La cathédrale subit de lourds travaux de rénovation et de restauration, conduits par la Compagnie haïtienne d'ingénierie et de construction (CHIC) et financés par le gouvernement haïtien, car, selon Aviol Fleurant, ministre de la Planification et de la Coopération externe, « il s'agit d'un patrimoine culturel et religieux situé dans la cité historique du Cap-Haïtien, site inscrit dans le patrimoine mondial de l'Unesco ».

## Architecture
De style colonial, la cathédrale a une superficie de 2 000 m2 et peut accueillir près de 2 500 personnes.